# Masaru Kurotsu
Masaru Kurotsu (Ibaraki, 20 augustus 1982) is een Japans voetballer.

## Carrière
Masaru Kurotsu tekende in 2001 bij Kawasaki Frontale.